# 아시안 하이웨이 85호선
아시안 하이웨이 85호선(AH85)은 튀르키예의 메르지폰에서 출발, 레파히예까지 이어주는 아시안 하이웨이 노선망이자 고속도로 노선이다. 전 구간이 아시안 하이웨이 1호선, 아시안 하이웨이 5호선과 겹쳐져 있고, D100 국도의 일원을 이룬다.

## 주요 경유지
이 도로의 전 구간이 튀르키예를 경유한다.
- D.100 국도 : 메르지폰(영어판) - 아마시아 - 레파히예(영어판)